# Liga Narodów w Piłce Siatkowej Mężczyzn 2019 (składy)
Artykuł grupuje składy wszystkich reprezentacji narodowych w piłce siatkowej, które wystąpiły w Lidze Narodów 2019.
- Wiek na dzień 31 maja 2019 roku.
- Przynależność klubowa na koniec sezonu 2018/2019.
- Zawodnicy oznaczeni symbolem  to kapitanowie reprezentacji.
- Zawodnicy oznaczeni symbolem  zostali zgłoszeni do fazy finałowej.
- Legenda: 
Nr - numer zawodnika
 A - atakujący 
 L - libero 
 P - przyjmujący 
 R - rozgrywający 
 Ś - środkowy 
 U - uniwersalny

## Argentyna
Trener: Marcelo Méndez
Asystent: Horácio Dileo
| Nr                                    | Imię i nazwisko      | Data urodzenia (wiek) | Wzrost (cm) | Klub                            | Pozycja |       |
| ------------------------------------- | -------------------- | --------------------- | ----------- | ------------------------------- | ------- | ----- |
| 2                                     | Federico Pereyra     | 19.06.1988 (30)       | 200         | Monteros Vóley Club             | A       | [ a ] |
| 3                                     | Jan Martínez Franchi | 28.01.1998 (21)       | 190         | Club Ciudad de Bolívar          | P       | [ b ] |
| 4                                     | Maximiliano Cavanna  | 02.07.1988 (30)       | 188         | UPCN San Juan Vóley             | R       |       |
| 5                                     | Nicolás Uriarte      | 21.03.1990 (29)       | 189         | Vôlei Taubaté                   | R       |       |
| 6                                     | Cristian Poglajen    | 14.07.1989 (29)       | 195         | Robur Rawenna                   | P       | [ c ] |
| 7                                     | Facundo Conte        | 25.08.1989 (29)       | 198         | Vôlei Taubaté                   | P/A     |       |
| 8                                     | Agustín Loser        | 12.10.1997 (21)       | 193         | Club Ciudad de Bolívar          | Ś       |       |
| 9                                     | Santiago Danani      | 12.12.1995 (23)       | 176         | Pallavolo Padwa                 | L       |       |
| 10                                    | Nicolas Bruno        | 24.02.1989 (30)       | 187         | Maliye Piyango                  | P       |       |
| 11                                    | Sebastián Solé       | 12.06.1991 (27)       | 202         | Blu Volley Werona               | Ś       |       |
| 12                                    | Bruno Lima           | 04.02.1996 (23)       | 197         | Volleyball Bisons Bühl          | A       |       |
| 13                                    | Ezequiel Palacios    | 02.10.1992 (26)       | 200         | Top Volley Latina               | P       |       |
| 14                                    | Pablo Crer           | 12.06.1989 (29)       | 205         | Club Ciudad de Bolívar          | Ś       |       |
| 15                                    | Luciano De Cecco     | 02.06.1988 (30)       | 193         | Sir Safety Perugia              | R       |       |
| 16                                    | Alexis González      | 21.07.1981 (37)       | 184         | Club Ciudad de Bolívar          | L       |       |
| 17                                    | Nicolás Méndez       | 02.11.1992 (26)       | 191         | GFC Ajaccio                     | P       | [ d ] |
| 18                                    | Martín Ramos         | 26.08.1991 (27)       | 197         | UPCN San Juan Vóley             | Ś       |       |
| 19                                    | Franco Massimino     | 23.05.1988 (31)       | 177         | Club Obras Sanitarias           | L       |       |
| 22                                    | Lisandro Zanotti     | 04.10.1990 (28)       | 195         | Narbonne Volley                 | P       |       |
| 23                                    | Joaquín Gallego      | 21.11.1996 (22)       | 204         | UNTreF Vóley                    | Ś       |       |
| 24                                    | Germán Johansen      | 02.09.1995 (23)       | 200         | Hypo Tirol Alpenvolleys Haching | A       |       |
| 25                                    | Nicolás Lazo         | 16.04.1995 (24)       | 192         | UPCN San Juan Vóley             | P       |       |
| 27                                    | Matías Giraudo       | 13.03.1998 (21)       | 196         | Emma Villas Siena               | R       |       |
| 29                                    | Luciano Palonsky     | 08.07.1999 (19)       | 198         | Ciudad Vóley                    | P       |       |
| 30                                    | Gastón Fernández     | 04.08.1995 (23)       | 203         | Club Atlético River Plate       | Ś       |       |
| W szerokiej kadrze znaleźli się także |                      |                       |             |                                 |         |       |
| 1                                     | Matías Sánchez       | 20.09.1996 (22)       | 173         | Club Obras Sanitarias           | R       |       |
| 20                                    | Facundo Santucci     | 06.03.1987 (32)       | 186         | Top Volley Latina               | L       |       |
| 21                                    | Gaspar Bitar         | 19.11.1995 (23)       | 183         | UNTreF Vóley                    | R       |       |
| 26                                    | Nicolás Zerba        | 13.06.1999 (19)       | 203         | UPCN San Juan Vóley             | Ś       |       |
| 28                                    | Ignacio Luengas      | 28.01.1996 (23)       | 200         | Ciudad Vóley                    | P       |       |

## Australia
Trener: Mark Lebedew
Asystent: Luke Reynolds
| Nr                                    | Imię i nazwisko       | Data urodzenia (wiek) | Wzrost (cm) | Klub                          | Pozycja |       |
| ------------------------------------- | --------------------- | --------------------- | ----------- | ----------------------------- | ------- | ----- |
| 1                                     | Beau Graham           | 17.04.1994 (25)       | 202         | VK Příbram                    | Ś       |       |
| 2                                     | Arshdeep Dosanjh      | 30.07.1996 (22)       | 205         | Warta Zawiercie               | R       |       |
| 3                                     | Steven Macdonald      | 26.06.1997 (21)       | 207         | Orion Volleybal Doetinchem    | Ś       |       |
| 4                                     | Paul Sanderson        | 07.01.1986 (33)       | 195         | CS Arcada Galați              | P       |       |
| 5                                     | Travis Passier        | 26.04.1989 (30)       | 206         | Canberra Heat                 | Ś       |       |
| 6                                     | Thomas Edgar          | 21.06.1989 (29)       | 212         | JT Thunders                   | A       |       |
| 7                                     | Harrison Peacock      | 31.01.1991 (28)       | 192         | Adelaide Storm                | R       |       |
| 8                                     | Trent O’Dea           | 11.05.1994 (25)       | 201         | VK Karlovarsko                | Ś       |       |
| 9                                     | Max Staples           | 27.07.1994 (24)       | 194         | VK České Budějovice           | P       |       |
| 10                                    | Jordan Richards       | 25.09.1993 (25)       | 193         | Sporting CP                   | P       | [ e ] |
| 11                                    | Luke Perry            | 20.11.1995 (23)       | 180         | Resovia                       | L       |       |
| 12                                    | Nehemiah Mote         | 21.06.1993 (25)       | 204         | bez klubu                     | Ś       | [ f ] |
| 13                                    | Samuel Walker         | 19.02.1995 (24)       | 208         | Bigbank Tartu                 | P       |       |
| 15                                    | Luke Smith            | 30.08.1990 (28)       | 204         | Cuprum Lubin                  | P       |       |
| 16                                    | Thomas Douglas-Powell | 16.09.1992 (26)       | 194         | GFC Ajaccio                   | P       |       |
| 17                                    | Paul Carroll          | 16.05.1987 (32)       | 205         | Jenisiej Krasnojarsk          | A       | [ g ] |
| 18                                    | Lincoln Williams      | 06.10.1993 (25)       | 200         | Jugra-Samotłor Niżniewartowsk | A       |       |
| 19                                    | Malachi Murch         | 04.01.1995 (24)       | 197         | Nordenskov UIF                | P       |       |
| 21                                    | Nicholas Butler       | 27.06.1997 (21)       | 198         | Beauvais Oise UC              | R       |       |
| 22                                    | Curtis Stockton       | 22.04.1993 (26)       | 198         | Plessis-Robinson Volley-ball  | A       |       |
| 23                                    | James Weir            | 20.07.1995 (23)       | 204         | Brandon University            | Ś       |       |
| 24                                    | Elliott Viles         | 01.05.1997 (22)       | 193         | Brandon University            | P       | [ h ] |
| 25                                    | Jordan Colotti        | 07.05.1996 (23)       | 188         | Nordenskov UIF                | R       |       |
| 26                                    | Caleb Watson          | 28.06.1993 (25)       | 200         | Lunds VK                      | Ś       |       |
| 30                                    | Conal McAinsh         | 12.05.1997 (22)       | 201         | Canberra Heat                 | Ś       |       |
| W szerokiej kadrze znaleźli się także |                       |                       |             |                               |         |       |
| 14                                    | Simon Hone            | 24.04.1993 (26)       | 197         | Kokkolan Tiikerit             | Ś       |       |
| 20                                    | Regan Fathers         | 11.11.1996 (22)       | 193         | Red Deer College              | A       |       |
| 27                                    | Carsten Moeller       | 01.02.2001 (18)       | 196         | VA Centre of Excellence       | P       |       |
| 28                                    | Thomas Heptinstall    | 01.03.1999 (20)       | 206         | Nordenskov UIF                | A       |       |
| 29                                    | Jackson Holland       | 30.11.1998 (20)       | 186         | Canberra Heat                 | L       |       |

## Brazylia
Trener: Renan Dal Zotto
Asystent: Marcelo Fronckowiak
| Nr                                    |               | Imię i nazwisko              | Data urodzenia (wiek) | Wzrost (cm) | Klub                | Pozycja |
| ------------------------------------- | ------------- | ---------------------------- | --------------------- | ----------- | ------------------- | ------- |
| 1                                     | Faza finałowa | Bruno Mossa Rezende          | 02.07.1986 (32)       | 190         | A.S. Volley Lube    | R       |
| 2                                     | Faza finałowa | Isac Santos                  | 13.12.1990 (28)       | 208         | Sada Cruzeiro       | Ś       |
| 3                                     | Faza finałowa | Éder Carbonera               | 19.10.1983 (35)       | 204         | SESI São Paulo      | Ś       |
| 4                                     | Faza finałowa | Thales Hoss                  | 26.04.1989 (30)       | 188         | Vôlei Taubaté       | L       |
| 5                                     |               | Lucas Lóh                    | 18.01.1991 (28)       | 195         | SESI São Paulo      | P       |
| 6                                     | Faza finałowa | Fernando Kreling             | 13.01.1996 (23)       | 185         | Sada Cruzeiro       | R       |
| 7                                     |               | William Arjona               | 31.07.1979 (39)       | 185         | SESI São Paulo      | R       |
| 8                                     | Faza finałowa | Wallace de Souza             | 26.06.1987 (31)       | 198         | SESC-RJ             | A       |
| 9                                     | Faza finałowa | Joandry Leal                 | 31.08.1988 (30)       | 201         | A.S. Volley Lube    | P       |
| 11                                    |               | Rodrigo Leão                 | 05.06.1996 (22)       | 197         | Sada Cruzeiro       | P       |
| 12                                    |               | Raphael Vieira de Oliveira   | 14.06.1979 (39)       | 190         | Vôlei Taubaté       | R       |
| 13                                    |               | Maurício Souza               | 29.09.1988 (30)       | 209         | SESC-RJ             | Ś       |
| 14                                    | Faza finałowa | Douglas Souza da Silva       | 20.08.1995 (23)       | 199         | Vôlei Taubaté       | P       |
| 15                                    |               | Carlos Eduardo Barreto Silva | 08.08.1994 (24)       | 199         | Callipo Sport       | P       |
| 16                                    | Faza finałowa | Lucas Saatkamp               | 06.03.1986 (33)       | 209         | Vôlei Taubaté       | Ś       |
| 17                                    |               | Evandro Guerra               | 27.12.1981 (37)       | 207         | Sada Cruzeiro       | A       |
| 18                                    | Faza finałowa | Ricardo Lucarelli            | 14.02.1992 (27)       | 196         | Vôlei Taubaté       | P       |
| 19                                    | Faza finałowa | Maurício Borges Silva        | 04.02.1989 (30)       | 199         | SESC-RJ             | P       |
| 20                                    |               | Thiago Veloso                | 15.08.1993 (25)       | 184         | SESC-RJ             | R       |
| 21                                    | Faza finałowa | Alan Souza                   | 21.03.1994 (25)       | 202         | SESI São Paulo      | A       |
| 22                                    | Faza finałowa | Maique Reis Nascimento       | 16.07.1997 (21)       | 182         | Minas Tênis Clube   | L       |
| 23                                    | Faza finałowa | Flávio Gualberto             | 22.04.1993 (26)       | 199         | Minas Tênis Clube   | Ś       |
| 24                                    |               | Douglas Pureza               | 16.11.1996 (22)       | 178         | SESI São Paulo      | R       |
| 27                                    |               | Henrique Honorato            | 18.03.1997 (22)       | 190         | Minas Tênis Clube   | P       |
| 29                                    |               | Rafael Rodrigues de Araújo   | 13.06.1991 (27)       | 207         | Al Ahli Ad-Dauha    | A       |
| W szerokiej kadrze znaleźli się także |               |                              |                       |             |                     |         |
| 10                                    |               | Otávio Pinto                 | 27.02.1991 (28)       | 200         | Vôlei Taubaté       | Ś       |
| 25                                    |               | Eduardo Sobrinho             | 19.01.1996 (23)       | 188         | Minas Tênis Clube   | R       |
| 26                                    |               | Renan Buiatti                | 10.01.1990 (29)       | 217         | Sorgun Belediyespor | A       |
| 28                                    |               | Matheus Bispo dos Santos     | 23.04.1996 (23)       | 206         | Minas Tênis Clube   | Ś       |
| 30                                    |               | Felipe Moreira Roque         | 19.05.1997 (22)       | 205         | Minas Tênis Clube   | A       |

## Bułgaria
Trener:  Silvano Prandi
Asystent:  Luigi Pezzoli
| Nr                                    | Imię i nazwisko     | Data urodzenia (wiek) | Wzrost (cm) | Klub                       | Pozycja |       |
| ------------------------------------- | ------------------- | --------------------- | ----------- | -------------------------- | ------- | ----- |
| 1                                     | Georgi Bratoew      | 21.10.1987 (31)       | 202         | Neftochimik 2010 Burgas    | R       |       |
| 2                                     | Krasimir Georgiew   | 13.02.1995 (24)       | 203         | Rennes Volley 35           | Ś       |       |
| 3                                     | Czono Penczew       | 11.12.1994 (24)       | 197         | Marek Dupnica              | R       |       |
| 4                                     | Martin Atanasow     | 27.09.1996 (22)       | 198         | Chaumont VB 52 Haute-Marne | P       |       |
| 5                                     | Swetosław Gocew     | 31.08.1990 (28)       | 205         | Dinamo-LO Sosnowy Bór      | Ś       |       |
| 6                                     | Rozalin Penczew     | 11.12.1994 (24)       | 197         | SESC-RJ                    | P       |       |
| 7                                     | Nikołaj Uczikow     | 13.04.1986 (33)       | 206         | Neftochimik 2010 Burgas    | A       |       |
| 8                                     | Todor Skrimow       | 09.01.1990 (29)       | 192         | Callipo Sport              | P       |       |
| 9                                     | Georgi Seganow      | 10.06.1993 (25)       | 198         | Maliye Piyango             | R       |       |
| 10                                    | Walentin Bratoew    | 21.10.1987 (31)       | 201         | JTEKT Stings               | P       |       |
| 11                                    | Welizar Czernokożew | 23.04.1995 (24)       | 212         | Dobrudża Dobricz           | A       |       |
| 12                                    | Wiktor Josifow      | 16.10.1985 (33)       | 205         | Vero Volley Monza          | Ś       |       |
| 13                                    | Teodor Sałparow     | 16.08.1982 (36)       | 185         | Neftochimik 2010 Burgas    | L       |       |
| 14                                    | Teodor Todorow      | 01.09.1989 (29)       | 208         | Neftochimik 2010 Burgas    | Ś       |       |
| 16                                    | Władisław Iwanow    | 14.03.1987 (32)       | 188         | bez klubu                  | L       |       |
| 17                                    | Nikołaj Penczew     | 22.05.1992 (27)       | 196         | Onico Warszawa             | P       |       |
| 18                                    | Nikołaj Nikołow     | 29.07.1986 (32)       | 206         | Sporting CP                | Ś       |       |
| 19                                    | Cwetan Sokołow      | 31.12.1989 (29)       | 205         | A.S. Volley Lube           | A       |       |
| 20                                    | Aleks Grozdanow     | 28.03.1998 (21)       | 206         | VC Maaseik                 | Ś       |       |
| 21                                    | Petyr Karakaszew    | 11.02.1991 (28)       | 184         | Chebyr Pazardżik           | L       |       |
| 22                                    | Władimir Stankow    | 09.08.1996 (22)       | 186         | CSKA Sofia                 | R       |       |
| 23                                    | Martin Iwanow       | 04.02.1992 (27)       | 190         | Neftochimik 2010 Burgas    | L       | [ i ] |
| 25                                    | Radosław Parapunow  | 19.06.1997 (21)       | 205         | University of Hawaiʻi      | A       |       |
| 26                                    | Płamen Szekerdżiew  | 21.05.1998 (21)       | 198         | CSKA Sofia                 | P       |       |
| 30                                    | Nikołaj Kolew       | 16.12.1997 (21)       | 204         | Czerno more BASK           | Ś       |       |
| W szerokiej kadrze znaleźli się także |                     |                       |             |                            |         |       |
| 15                                    | Todor Aleksiew      | 21.04.1983 (36)       | 200         | Olympiakos SFP             | P       |       |
| 24                                    | Iwajło Łałow        | 23.03.1992 (27)       | 178         | Lewski Sofia               | L       |       |
| 27                                    | Georgi Petrow       | 18.08.1999 (19)       | 197         | Neftochimik 2010 Burgas    | P       |       |
| 28                                    | Asparuch Asparuchow | 28.07.2000 (18)       | 201         | Montana                    | P       |       |
| 29                                    | Gordan Ljuckanow    | 11.04.1997 (22)       | 197         | Lewski Sofia               | P       |       |

## Chiny
Trener:  Raúl Lozano
Asystent:  Juan Manuel Serramalera
| Nr                                    | Imię i nazwisko | Data urodzenia (wiek) | Wzrost (cm) | Klub                        | Pozycja |
| ------------------------------------- | --------------- | --------------------- | ----------- | --------------------------- | ------- |
| 1                                     | Dai Qingyao     | 26.09.1991 (27)       | 205         | Shanghai Golden Age         | P       |
| 2                                     | Jiang Chuan     | 09.08.1994 (24)       | 205         | Beijing Volleyball          | A       |
| 3                                     | Mao Tianyi      | 02.06.1993 (25)       | 200         | Bayi Nanchang               | R       |
| 4                                     | Xiu Chengcheng  | 23.08.1999 (19)       | 197         | Bayi Nanchang               | A       |
| 5                                     | Zhang Binglong  | 11.09.1994 (24)       | 197         | Beijing Volleyball          | P       |
| 6                                     | Li Runming      | 01.03.1990 (29)       | 198         | Beijing Volleyball          | R       |
| 7                                     | Zhang Jingyin   | 20.12.1999 (19)       | 207         | Zhejiang                    | P       |
| 8                                     | Wang Jingyi     | 07.02.1998 (21)       | 202         | Shandong                    | A       |
| 9                                     | Yu Yaochen      | 19.08.1995 (23)       | 195         | Jiangsu Nanjing             | R       |
| 10                                    | Ji Daoshuai     | 07.02.1992 (27)       | 194         | Shandong                    | P       |
| 11                                    | Du Haixiang     | 25.05.1995 (24)       | 194         | Sichuan                     | P       |
| 12                                    | Zhang Zhejia    | 31.08.1995 (23)       | 211         | Shanghai Golden Age         | Ś       |
| 13                                    | Chen Longhai    | 29.03.1991 (28)       | 200         | Shanghai Golden Age         | Ś       |
| 15                                    | Tang Chuanhang  | 04.10.1995 (23)       | 202         | Bayi Nanchang               | A       |
| 16                                    | Tong Jiahua     | 13.12.1992 (26)       | 180         | Shanghai Golden Age         | L       |
| 17                                    | Liu Libin       | 16.02.1995 (24)       | 197         | JT Thunders                 | P       |
| 18                                    | Guo Shunxiang   | 03.11.1997 (21)       | 195         | Sichuan                     | P/A     |
| 19                                    | Zhan Guojun     | 16.12.1988 (30)       | 197         | Shanghai Golden Age         | R       |
| 20                                    | Rao Shuhan      | 23.12.1996 (22)       | 205         | Shanghai Golden Age         | Ś       |
| 21                                    | Miao Ruantong   | 21.05.1995 (24)       | 205         | Bayi Nanchang               | Ś       |
| 23                                    | Peng Shikun     | 26.08.2000 (18)       | 208         | Sichuan                     | Ś       |
| 24                                    | Zhang Zuyuan    | 04.05.1997 (22)       | 207         | Shandong                    | Ś       |
| 25                                    | Chen Jiajie     | 17.09.1995 (23)       | 170         | Guangdong Shenzhen Glorious | L       |
| 27                                    | Ma Xiaoteng     | 19.06.1991 (27)       | 180         | Bayi Nanchang               | L       |
| 28                                    | Yuan Dangyi     | 30.11.1996 (22)       | 200         | Bayi Nanchang               | P       |
| W szerokiej kadrze znaleźli się także |                 |                       |             |                             |         |
| 14                                    | Wang Dongchen   | 01.06.2000 (18)       | 200         | Beijing Volleyball          | Ś       |
| 26                                    | Du Haoyu        | 02.08.1997 (21)       | 200         | Bayi Nanchang               | Ś       |
| 29                                    | Gu Jiafeng      | 27.09.1996 (22)       | 203         | Beijing Volleyball          | Ś       |
| 30                                    | Liu Xiangdong   | 23.02.1993 (26)       | 198         | Jiangsu Nanjing             | A       |

## Francja
Trener: Laurent Tillie
Asystent: Arnaud Josserand
| Nr                                    |               | Imię i nazwisko       | Data urodzenia (wiek) | Wzrost (cm) | Klub                       | Pozycja |       |
| ------------------------------------- | ------------- | --------------------- | --------------------- | ----------- | -------------------------- | ------- | ----- |
| 1                                     | Faza finałowa | Jonas Aguenier        | 28.04.1992 (27)       | 202         | Marconi Volley             | Ś       | [ j ] |
| 2                                     |               | Jenia Grebennikov     | 13.08.1990 (28)       | 188         | Trentino Volley            | L       |       |
| 3                                     |               | Luka Basic            | 29.01.1995 (24)       | 201         | Power Volley Milano        | P       |       |
| 4                                     | Faza finałowa | Jean Patry            | 27.12.1996 (22)       | 207         | Montpellier UC             | A       |       |
| 5                                     |               | Raphaël Corre         | 21.11.1989 (29)       | 196         | AS Cannes                  | R       |       |
| 6                                     | Faza finałowa | Benjamin Toniutti     | 30.10.1989 (29)       | 183         | ZAKSA Kędzierzyn-Koźle     | R       |       |
| 7                                     | Faza finałowa | Kévin Tillie          | 02.11.1990 (28)       | 200         | Modena Volley              | P       | [ k ] |
| 8                                     | Faza finałowa | Julien Lyneel         | 15.04.1990 (29)       | 192         | Jastrzębski Węgiel         | P       | [ l ] |
| 9                                     |               | Earvin N’Gapeth       | 12.02.1991 (28)       | 194         | Zenit Kazań                | P       |       |
| 10                                    | Faza finałowa | Kévin Le Roux         | 11.05.1989 (30)       | 209         | Sada Cruzeiro              | Ś       | [ m ] |
| 11                                    | Faza finałowa | Antoine Brizard       | 22.05.1994 (25)       | 194         | Onico Warszawa             | R       |       |
| 12                                    |               | Stéphen Boyer         | 10.04.1996 (23)       | 196         | Blu Volley Werona          | A       |       |
| 13                                    |               | Gildas Prévert        | 15.06.1996 (22)       | 204         | Rennes Volley 35           | Ś       |       |
| 14                                    |               | Nicolas Le Goff       | 15.02.1992 (27)       | 205         | Berlin Recycling Volleys   | Ś       |       |
| 16                                    | Faza finałowa | Daryl Bultor          | 17.11.1995 (23)       | 197         | Arago de Sète              | Ś       | [ n ] |
| 17                                    | Faza finałowa | Trévor Clévenot       | 28.06.1994 (24)       | 199         | Power Volley Milano        | P       | [ o ] |
| 18                                    | Faza finałowa | Thibault Rossard      | 28.08.1993 (25)       | 193         | Resovia                    | P       | [ p ] |
| 19                                    | Faza finałowa | Yacine Louati         | 04.03.1992 (27)       | 197         | Pallavolo Padwa            | P       | [ q ] |
| 20                                    | Faza finałowa | Nicolas Rossard       | 23.05.1990 (29)       | 183         | Berlin Recycling Volleys   | L       |       |
| 21                                    | Faza finałowa | Barthélémy Chinenyeze | 28.02.1998 (21)       | 201         | Tours VB                   | Ś       |       |
| 22                                    |               | Toafa Takaniko        | 29.05.1985 (34)       | 192         | Spacer’s de Toulouse       | R       |       |
| 23                                    |               | Timothée Carle        | 30.11.1995 (23)       | 195         | GFC Ajaccio                | P/A     | [ r ] |
| 25                                    |               | Kévin Kaba            | 08.06.1994 (24)       | 203         | Montpellier UC             | Ś       |       |
| 26                                    |               | Benjamin Diez         | 04.04.1998 (21)       | 183         | Montpellier UC             | L       |       |
| W szerokiej kadrze znaleźli się także |               |                       |                       |             |                            |         |       |
| 15                                    |               | Julien Winkelmuller   | 31.07.1994 (24)       | 196         | Chaumont VB 52 Haute-Marne | A       |       |
| 24                                    |               | Quentin Jouffroy      | 05.07.1993 (25)       | 203         | Montpellier UC             | Ś       |       |
| 27                                    |               | Médéric Henry         | 20.06.1995 (23)       | 212         | Nantes Rezé MV             | Ś       |       |
| 28                                    |               | Thomas Nevot          | 30.04.1995 (24)       | 194         | Tours VB                   | R       |       |
| 29                                    |               | Jhon Wendt            | 15.01.1994 (25)       | 198         | Maliye Piyango             | A       |       |

## Iran
Trener:  Igor Kolaković
Asystent: Peyman Akbari
| Nr                                    |               | Imię i nazwisko               | Data urodzenia (wiek) | Wzrost (cm) | Klub                               | Pozycja |
| ------------------------------------- | ------------- | ----------------------------- | --------------------- | ----------- | ---------------------------------- | ------- |
| 1                                     |               | Szahram Mahmudi               | 20.07.1988 (30)       | 198         | Khatam Ardakan                     | A       |
| 2                                     | Faza finałowa | Milad Ebadipur                | 17.10.1993 (25)       | 196         | Skra Bełchatów                     | P       |
| 4                                     | Faza finałowa | Sa’id Maruf                   | 20.10.1985 (33)       | 189         | Emma Villas Siena                  | R       |
| 5                                     | Faza finałowa | Farhad Gha’emi                | 28.08.1989 (29)       | 197         | Ziraat Bankası                     | P       |
| 6                                     | Faza finałowa | Sejjed Mohammad Musawi Araghi | 22.08.1987 (30)       | 203         | Szahrdari Urmia                    | Ś       |
| 7                                     | Faza finałowa | Purija Fajjazi                | 12.01.1993 (26)       | 194         | Szahrdari Waramin                  | P       |
| 8                                     | Faza finałowa | Mohammad Reza Hazratpour      | 31.03.1999 (20)       | 187         | Saipa Teheran                      | L       |
| 9                                     | Faza finałowa | Masoud Gholami                | 02.04.1990 (29)       | 204         | Szahrdari Waramin                  | Ś       |
| 10                                    | Faza finałowa | Amir Ghafur                   | 06.06.1991 (27)       | 202         | Vero Volley Monza                  | A       |
| 11                                    |               | Saber Kazemi                  | 24.12.1998 (20)       | 205         | Ziraat Bankası                     | A       |
| 14                                    | Faza finałowa | Mohammad Dżawad Manawineżad   | 27.11.1995 (23)       | 198         | Blu Volley Werona                  | P       |
| 15                                    | Faza finałowa | Ali Asghar Mojarad            | 30.10.1997 (21)       | 205         | Szahrdari Waramin                  | Ś       |
| 16                                    | Faza finałowa | Ali Szafi’i                   | 21.09.1991 (27)       | 190         | Saipa Teheran                      | Ś       |
| 17                                    |               | Meisam Salehi                 | 17.11.1998 (20)       | 198         | Kalleh Mazandaran                  | P       |
| 18                                    |               | Salim Cheperli                | 19.12.1996 (22)       | 201         | Pajkan Teheran                     | P       |
| 19                                    | Faza finałowa | Mohammad Reza Moazzen         | 20.09.1991 (27)       | 175         | Pajkan Teheran                     | L       |
| 20                                    | Faza finałowa | Porya Yali                    | 21.01.1999 (20)       | 209         | Pajkan Teheran                     | A       |
| 21                                    |               | Morteza Szarifi               | 27.05.1999 (20)       | 193         | Blu Volley Werona                  | P       |
| 22                                    |               | Amirhosejn Esfandiar          | 24.01.1999 (20)       | 205         | Pajkan Teheran                     | P       |
| 23                                    |               | Ali Ramezani                  | 05.05.1998 (21)       | 200         | Kalleh Mazandaran                  | R       |
| 24                                    | Faza finałowa | Dżawad Karimi                 | 01.03.1998 (21)       | 204         | Pajkan Teheran                     | R       |
| 25                                    |               | Amir Hossein Toukhteh         | 09.04.2001 (18)       | 203         | Saipa Teheran                      | Ś       |
| 26                                    |               | Amin Razawi                   | 15.09.1990 (28)       | 193         | Szahrdari Waramin                  | L       |
| 28                                    |               | Mehran Feyzemamdoust          | 23.11.2001 (17)       | 205         | Kalleh Mazandaran                  | Ś       |
| 29                                    |               | Reza Abedini                  | 19.05.1991 (28)       | 203         | Pajkan Teheran                     | Ś       |
| W szerokiej kadrze znaleźli się także |               |                               |                       |             |                                    |         |
| 12                                    |               | Modżtaba Mirzadżanpur         | 07.10.1991 (27)       | 205         | New Mater Volley Castellana Grotte | P       |
| 13                                    |               | Mahmood Rasooli               | 10.05.1998 (21)       | 202         | Al-Arabi Ad-Dauha                  | A       |
| 27                                    |               | Amir Mohammad Falahatkhah     | 19.05.2000 (19)       | 199         | Saipa Teheran                      | R       |
| 30                                    |               | Mostafa Heydari               | 14.12.1991 (27)       | 175         | Saipa Teheran                      | L       |
| 31                                    |               | Ahad Rezaei Topragh Ghaleh    | 27.01.1996 (23)       | 194         |                                    |         |

## Japonia
Trener: Yūichi Nakagaichi
Asystent:  Philippe Blain
| Nr | Imię i nazwisko   | Data urodzenia (wiek) | Wzrost (cm) | Klub                | Pozycja |
| -- | ----------------- | --------------------- | ----------- | ------------------- | ------- |
| 1  | Issei Ōtake       | 03.12.1995 (23)       | 201         | Panasonic Panthers  | A       |
| 2  | Hideomi Fukatsu   | 01.06.1990 (28)       | 180         | Panasonic Panthers  | R       |
| 3  | Naonobu Fujii     | 05.01.1992 (27)       | 183         | Toray Arrows        | R       |
| 4  | Akihiro Fukatsu   | 23.07.1987 (31)       | 183         | JT Thunders         | R       |
| 5  | Tatsuya Fukuzawa  | 01.07.1986 (32)       | 190         | Panasonic Panthers  | P       |
| 6  | Akihiro Yamauchi  | 30.11.1993 (25)       | 204         | Panasonic Panthers  | Ś       |
| 7  | Takashi Dekita    | 13.08.1991 (27)       | 200         | Osaka Blazers Sakai | A       |
| 8  | Masahiro Yanagida | 06.07.1992 (26)       | 186         | Cuprum Lubin        | P       |
| 9  | Satoshi Ide       | 16.01.1992 (27)       | 174         | Toray Arrows        | L       |
| 10 | Taichirō Koga     | 04.10.1989 (29)       | 170         | Warta Zawiercie     | L       |
| 11 | Yūji Nishida      | 30.01.2000 (19)       | 186         | JTEKT Stings        | A       |
| 12 | Masahiro Sekita   | 20.11.1993 (25)       | 175         | Osaka Blazers Sakai | R       |
| 13 | Naoya Takano      | 30.04.1993 (26)       | 190         | Osaka Blazers Sakai | P       |
| 14 | Yūki Ishikawa     | 11.12.1995 (23)       | 191         | Emma Villas Siena   | P       |
| 15 | Haku Ri           | 27.12.1990 (28)       | 193         | Toray Arrows        | Ś       |
| 16 | Kentaro Takahashi | 08.02.1995 (24)       | 201         | Toray Arrows        | Ś       |
| 17 | Tsubasa Hisahara  | 18.03.1995 (24)       | 188         | Panasonic Panthers  | P       |
| 18 | Kentaro Takahashi | 14.07.1988 (30)       | 190         | Suntory Sunbirds    | Ś       |
| 19 | Hiroaki Asano     | 06.10.1990 (28)       | 178         | JTEKT Stings        | P       |
| 20 | Taishi Onodera    | 27.02.1996 (23)       | 201         | JT Thunders         | Ś       |
| 21 | Kunihiro Shimizu  | 11.08.1986 (32)       | 193         | Panasonic Panthers  | A       |
| 22 | Tomohiro Yamamoto | 05.11.1994 (24)       | 171         | Osaka Blazers Sakai | L       |
| 23 | Yuki Higuchi      | 27.04.1996 (23)       | 191         | Osaka Blazers Sakai | P       |
| 24 | Jin Tsuzuki       | 28.12.1998 (20)       | 194         | Uniwersytet Chūō    | P       |

## Kanada
Trener: Glenn Hoag
Asystent: Dan Lewis
| Nr                                    | Imię i nazwisko         | Data urodzenia (wiek) | Wzrost (cm) | Klub                       | Pozycja |
| ------------------------------------- | ----------------------- | --------------------- | ----------- | -------------------------- | ------- |
| 1                                     | Tyler Sanders           | 14.12.1991 (27)       | 191         | bez klubu                  | R       |
| 2                                     | John Perrin             | 17.08.1989 (29)       | 201         | Biełogorje Biełgorod       | P       |
| 3                                     | Steven Marshall         | 23.11.1989 (29)       | 193         | İnegöl Belediyesi          | L       |
| 4                                     | Nicholas Hoag           | 19.08.1992 (26)       | 200         | Sir Safety Perugia         | P       |
| 5                                     | Daenan Gyimah           | 16.01.1998 (21)       | 199         | UCLA                       | Ś       |
| 6                                     | Justin Duff             | 10.05.1988 (31)       | 202         | Galatasaray                | Ś       |
| 7                                     | Stephen Maar            | 06.12.1994 (24)       | 201         | Power Volley Milano        | P       |
| 8                                     | Jay Blankenau           | 27.09.1989 (29)       | 194         | VC Maaseik                 | R       |
| 9                                     | Jason De Rocco          | 19.09.1989 (29)       | 201         | FC Tokio                   | P       |
| 10                                    | Sharone Vernon-Evans    | 28.08.1998 (20)       | 202         | Onico Warszawa             | A       |
| 11                                    | Daniel Jansen Van Doorn | 21.03.1990 (29)       | 208         | Vammalan Lentopallo        | Ś       |
| 12                                    | Lucas Van Berkel        | 29.11.1991 (27)       | 210         | United Volleys Frankfurt   | Ś       |
| 14                                    | Eric Loeppky            | 01.08.1998 (20)       | 197         | Trinity Western Spartans   | P       |
| 15                                    | Jeremy Davies           | 01.05.1994 (25)       | 172         | Perungan Pojat             | L       |
| 16                                    | Ryan Sclater            | 10.02.1994 (25)       | 200         | SVG Lüneburg               | A       |
| 17                                    | Graham Vigrass          | 17.06.1989 (29)       | 205         | Onico Warszawa             | Ś       |
| 19                                    | Blair Bann              | 26.02.1988 (31)       | 184         | Chaumont VB 52 Haute-Marne | L       |
| 20                                    | Arthur Szwarc           | 30.03.1995 (24)       | 207         | Arago de Sète              | Ś       |
| 21                                    | Brett Walsh             | 19.02.1994 (25)       | 195         | Volleyteam Roeselare       | R       |
| 22                                    | Blake Scheerhoorn       | 06.01.1995 (24)       | 202         | UGS Nantes-Rezé            | P       |
| 23                                    | Danny Demyanenko        | 13.07.1994 (24)       | 194         | Spacer’s de Toulouse       | Ś       |
| 24                                    | Adam Schriemer          | 17.08.1995 (23)       | 200         | SVG Lüneburg               | R       |
| 25                                    | Brandon Koppers         | 09.09.1995 (23)       | 200         | ZAKSA Kędzierzyn-Koźle     | P       |
| 26                                    | Derek Epp               | 15.06.1998 (20)       | 196         | Trinity Western Spartans   | R       |
| 27                                    | Casey Schouten          | 29.03.1994 (25)       | 194         | Netzhoppers KW             | A       |
| W szerokiej kadrze znaleźli się także |                         |                       |             |                            |         |
| 13                                    | Byron Keturakis         | 11.01.1996 (23)       | 200         | Narbonne Volley            | R       |
| 18                                    | Fynn McCarthy           | 04.12.1999 (19)       | 200         | Montpellier UC             | A       |
| 28                                    | Xander Ketrzynski       | 27.01.2000 (19)       | 208         | Ryerson University         | P       |
| 29                                    | Mathias Elser           | 03.06.2001 (17)       | 198         | Team Canada NEP            |         |
| 30                                    | Brodie Hofer            | 27.04.2000 (19)       | 199         | Trinity Western Spartans   | P       |

## Niemcy
Trener:  Andrea Giani
Asystent:  Oscar Berti
| Nr | Imię i nazwisko    | Data urodzenia (wiek) | Wzrost (cm) | Klub                      | Pozycja |       |
| -- | ------------------ | --------------------- | ----------- | ------------------------- | ------- | ----- |
| 1  | Christian Fromm    | 15.08.1990 (28)       | 204         | Jastrzębski Węgiel        | P       |       |
| 2  | Tobias Krick       | 22.10.1998 (20)       | 211         | United Volleys Frankfurt  | Ś       |       |
| 3  | Ruben Schott       | 08.07.1994 (24)       | 192         | Trefl Gdańsk              | P       |       |
| 4  | Adam Kocian        | 01.04.1995 (24)       | 192         | United Volleys Frankfurt  | R       |       |
| 5  | Moritz Reichert    | 15.03.1995 (24)       | 195         | Berlin Recycling Volleys  | P       | [ s ] |
| 6  | Denis Kaliberda    | 24.06.1990 (28)       | 193         | Modena Volley             | P       | [ t ] |
| 7  | David Sossenheimer | 21.06.1996 (22)       | 193         | VfB Friedrichshafen       | P       |       |
| 8  | Marcus Böhme       | 25.08.1985 (33)       | 211         | Olympiakos SFP            | Ś       |       |
| 10 | Julian Zenger      | 26.08.1997 (21)       | 190         | United Volleys Frankfurt  | L       |       |
| 11 | Lukas Kampa        | 29.11.1986 (32)       | 195         | Jastrzębski Węgiel        | R       |       |
| 12 | Anton Brehme       | 10.08.1999 (19)       | 199         | VCO Berlin                | Ś       |       |
| 13 | Simon Hirsch       | 03.04.1992 (27)       | 205         | Power Volley Milano       | A       | [ u ] |
| 14 | Moritz Karlitzek   | 12.08.1996 (22)       | 191         | United Volleys Frankfurt  | P       |       |
| 15 | Noah Baxpöhler     | 13.08.1993 (25)       | 210         | SVG Lüneburg              | Ś       |       |
| 16 | Tomáš Kocian       | 27.03.1988 (31)       | 192         | SWD powervolleys Düren    | R       | [ v ] |
| 17 | Jan Zimmermann     | 12.02.1993 (26)       | 190         | VC Maaseik                | R       |       |
| 18 | Jakob Günthör      | 21.09.1995 (23)       | 211         | VfB Friedrichshafen       | Ś       |       |
| 19 | Daniel Malescha    | 28.04.1994 (25)       | 203         | VfB Friedrichshafen       | A       |       |
| 20 | Linus Weber        | 01.11.1998 (20)       | 199         | Berlin Recycling Volleys  | A       |       |
| 21 | Ivan Batanov       | 25.04.2000 (19)       | 182         | VCO Berlin                | L       |       |
| 22 | Louis Kunstmann    | 10.09.2000 (18)       | 198         | United Volleys Frankfurt  | Ś       |       |
| 23 | Tim Peter          | 08.09.1997 (21)       | 193         | TSV Herrsching            | P       | [ w ] |
| 24 | Christoph Marks    | 16.04.1997 (22)       | 202         | Pallavolo Impavida Ortona | A       |       |
| 25 | Lukas Maase        | 28.08.1998 (20)       | 208         | SWD powervolleys Düren    | Ś       |       |

## Polska
Trener:  Vital Heynen
Asystenci: Michał Mieszko Gogol
| Nr                                    |               | Imię i nazwisko      | Data urodzenia (wiek) | Wzrost (cm) | Klub                            | Pozycja |        |
| ------------------------------------- | ------------- | -------------------- | --------------------- | ----------- | ------------------------------- | ------- | ------ |
| 1                                     |               | Piotr Nowakowski     | 18.12.1987 (31)       | 205         | Trefl Gdańsk                    | Ś       |        |
| 2                                     | Faza finałowa | Maciej Muzaj         | 21.05.1994 (25)       | 208         | Onico Warszawa                  | A       | [ x ]  |
| 3                                     |               | Dawid Konarski       | 31.08.1989 (29)       | 198         | Jastrzębski Węgiel              | A       | [ y ]  |
| 4                                     | Faza finałowa | Marcin Komenda       | 24.05.1996 (23)       | 198         | GKS Katowice                    | R       |        |
| 5                                     | Faza finałowa | Łukasz Kaczmarek     | 29.06.1994 (24)       | 204         | ZAKSA Kędzierzyn-Koźle          | A       |        |
| 7                                     |               | Artur Szalpuk        | 20.03.1995 (24)       | 201         | Trefl Gdańsk                    | P       |        |
| 8                                     | Faza finałowa | Jędrzej Gruszczyński | 13.11.1997 (21)       | 186         | Cuprum Lubin                    | L       | [ z ]  |
| 10                                    |               | Damian Wojtaszek     | 07.09.1988 (30)       | 180         | Onico Warszawa                  | L       |        |
| 11                                    |               | Fabian Drzyzga       | 03.01.1990 (29)       | 196         | Lokomotiw Nowosybirsk           | R       |        |
| 12                                    |               | Grzegorz Łomacz      | 01.10.1987 (31)       | 187         | Skra Bełchatów                  | R       |        |
| 13                                    |               | Michał Kubiak        | 23.02.1988 (31)       | 191         | Panasonic Panthers              | P       |        |
| 14                                    |               | Aleksander Śliwka    | 24.05.1995 (24)       | 196         | ZAKSA Kędzierzyn-Koźle          | P       | [ aa ] |
| 15                                    |               | Jakub Kochanowski    | 17.07.1997 (21)       | 199         | Skra Bełchatów                  | Ś       |        |
| 16                                    | Faza finałowa | Bartłomiej Bołądź    | 28.09.1994 (24)       | 203         | VfB Friedrichshafen             | A       | [ ab ] |
| 17                                    |               | Paweł Zatorski       | 21.06.1990 (28)       | 184         | ZAKSA Kędzierzyn-Koźle          | L       |        |
| 18                                    | Faza finałowa | Bartosz Kwolek       | 17.07.1997 (21)       | 193         | Onico Warszawa                  | P       |        |
| 19                                    | Faza finałowa | Marcin Janusz        | 31.07.1994 (24)       | 195         | Trefl Gdańsk                    | R       |        |
| 20                                    |               | Mateusz Bieniek      | 05.04.1994 (25)       | 210         | ZAKSA Kędzierzyn-Koźle          | Ś       |        |
| 21                                    | Faza finałowa | Tomasz Fornal        | 31.08.1997 (21)       | 200         | Czarni Radom                    | P       | [ ac ] |
| 22                                    | Faza finałowa | Bartosz Bednorz      | 25.07.1994 (24)       | 201         | Modena Volley                   | P       |        |
| 23                                    | Faza finałowa | Jakub Popiwczak      | 17.04.1996 (23)       | 180         | Jastrzębski Węgiel              | L       |        |
| 25                                    |               | Michał Szalacha      | 15.01.1994 (25)       | 202         | Chemik Bydgoszcz                | Ś       |        |
| 27                                    | Faza finałowa | Piotr Łukasik        | 11.07.1994 (24)       | 208         | Onico Warszawa                  | P       |        |
| 28                                    |               | Bartosz Filipiak     | 27.02.1994 (25)       | 197         | Chemik Bydgoszcz                | A       | [ ad ] |
| 77                                    | Faza finałowa | Karol Kłos           | 08.08.1989 (29)       | 201         | Skra Bełchatów                  | Ś       |        |
| 88                                    | Faza finałowa | Andrzej Wrona        | 27.12.1988 (30)       | 206         | Onico Warszawa                  | Ś       | [ ae ] |
| 99                                    | Faza finałowa | Norbert Huber        | 14.08.1998 (20)       | 207         | Czarni Radom                    | Ś       |        |
| W szerokiej kadrze znaleźli się także |               |                      |                       |             |                                 |         |        |
| 24                                    |               | Jan Firlej           | 26.09.1996 (22)       | 188         | Lindemans Aalst                 | R       |        |
| 33                                    |               | Paweł Halaba         | 14.12.1995 (23)       | 195         | Hypo Tirol Alpenvolleys Haching | P       |        |
| 78                                    |               | Damian Schulz        | 26.02.1990 (29)       | 208         | Resovia                         | A       |        |

## Portugalia
Trener: Hugo Silva
Asystenci: João José
| Nr | Imię i nazwisko     | Data urodzenia (wiek) | Wzrost (cm) | Klub                         | Pozycja |
| -- | ------------------- | --------------------- | ----------- | ---------------------------- | ------- |
| 1  | Valdir Sequeira     | 22.11.1981 (37)       | 196         | Wild Volley Grottazzolina    | A       |
| 2  | André Marques       | 10.04.2000 (19)       | 189         | Famalicense AC               | P       |
| 3  | Nuno Teixeira       | 24.09.1998 (20)       | 214         | VC Viana                     | Ś       |
| 4  | Filip Cveticanin    | 19.06.1996 (22)       | 199         | SL Benfica                   | Ś       |
| 5  | Gil Pereira         | 21.02.1995 (24)       | 176         | Esmoriz GC                   | L       |
| 6  | Alexandre Ferreira  | 13.11.1991 (27)       | 203         | Warta Zawiercie              | P       |
| 7  | Marco Ferreira      | 04.10.1987 (31)       | 202         | SC Espinho                   | A       |
| 8  | Tiago Violas        | 27.03.1989 (30)       | 193         | SL Benfica                   | R       |
| 9  | João Simões         | 11.06.1986 (32)       | 194         | SC Espinho                   | P       |
| 10 | Phelipe Martins     | 02.03.1991 (28)       | 202         | SC Espinho                   | Ś       |
| 11 | Bruno Cunha         | 18.08.1997 (21)       | 194         | VC Viana                     | A       |
| 12 | Lourenço Martins    | 30.04.1997 (22)       | 195         | SC Espinho                   | P       |
| 13 | Caíque Silva        | 09.08.1985 (33)       | 191         | AJ Fonte Bastardo            | P       |
| 14 | Guilherme Menezes   | 20.12.2000 (18)       | 196         | SC Espinho                   | Ś       |
| 15 | Miguel Tavares      | 02.03.1993 (26)       | 191         | Rennes Volley 35             | R       |
| 16 | Hugo Gaspar         | 02.09.1982 (36)       | 200         | SL Benfica                   | A       |
| 17 | João Fidalgo        | 02.11.1986 (32)       | 172         | Sporting CP                  | L       |
| 18 | Frederico Santos    | 16.09.1997 (21)       | 187         | Purdue University Fort Wayne | R       |
| 19 | José Gomes          | 21.10.1994 (24)       | 198         | Dinamo Bukareszt             | P       |
| 20 | José Pedro Monteiro | 21.10.1991 (27)       | 185         | Sporting CP                  | R       |
| 21 | Afonso Reis         | 09.08.1999 (19)       | 183         | AA São Mamede                | R       |
| 22 | Januário Alvar      | 05.07.1984 (34)       | 196         | SC Espinho                   | L       |
| 23 | Miguel Sinfrónio    | 18.03.1999 (20)       | 194         | SL Benfica                   | Ś       |

## Rosja
Trener:  Tuomas Sammelvuo
Asystent:  Sergio Busato
| Nr                                    |               | Imię i nazwisko      | Data urodzenia (wiek) | Wzrost (cm) | Klub                            | Pozycja |        |
| ------------------------------------- | ------------- | -------------------- | --------------------- | ----------- | ------------------------------- | ------- | ------ |
| 1                                     |               | Pawieł Pankow        | 14.08.1995 (23)       | 198         | Zenit Petersburg                | R       |        |
| 2                                     |               | Ilja Własow          | 03.08.1995 (23)       | 212         | Dinamo Moskwa                   | Ś       |        |
| 3                                     | Faza finałowa | Dmitrij Kowalow      | 15.03.1991 (28)       | 198         | Ural Ufa                        | R       |        |
| 4                                     | Faza finałowa | Dienis Ziemczonok    | 11.08.1987 (31)       | 203         | Biełogorje Biełgorod            | A       |        |
| 6                                     |               | Anton Karpuchow      | 23.04.1988 (31)       | 197         | Kuzbass Kemerowo                | P       |        |
| 7                                     | Faza finałowa | Dmitrij Wołkow       | 25.05.1995 (24)       | 201         | Fakieł Nowy Urengoj             | P       |        |
| 8                                     | Faza finałowa | Anton Siomyszew      | 22.08.1997 (21)       | 201         | Biełogorje Biełgorod            | P       |        |
| 9                                     | Faza finałowa | Iwan Jakowlew        | 17.04.1995 (24)       | 207         | Fakieł Nowy Urengoj             | Ś       |        |
| 10                                    | Faza finałowa | Fiodor Woronkow      | 10.12.1995 (23)       | 207         | Nowa Nowokujbyszewsk            | P       |        |
| 11                                    | Faza finałowa | Igor Filippow        | 19.03.1991 (28)       | 205         | Ural Ufa                        | Ś       |        |
| 12                                    |               | Aleksiej Safonow     | 06.09.1989 (29)       | 205         | Zenit Petersburg                | Ś       |        |
| 14                                    | Faza finałowa | Jarosław Podlesnych  | 03.09.1994 (24)       | 198         | Kuzbass Kemerowo                | P       |        |
| 15                                    | Faza finałowa | Wiktor Poletajew     | 27.07.1995 (23)       | 197         | Kuzbass Kemerowo                | A       |        |
| 17                                    |               | Maksim Michajłow     | 19.03.1988 (31)       | 204         | Zenit Kazań                     | A       |        |
| 18                                    | Faza finałowa | Jegor Kluka          | 15.06.1995 (23)       | 208         | Fakieł Nowy Urengoj             | P       |        |
| 19                                    |               | Romanas Szkulawiczus | 21.02.1992 (27)       | 198         | Dinamo Moskwa                   | A       |        |
| 20                                    | Faza finałowa | Iljas Kurkajew       | 18.01.1994 (25)       | 208         | Lokomotiw Nowosybirsk           | Ś       |        |
| 21                                    |               | Jewgienij Baranow    | 30.06.1995 (23)       | 183         | Dinamo Moskwa                   | L       |        |
| 22                                    | Faza finałowa | Roman Martyniuk      | 13.04.1987 (32)       | 181         | Lokomotiw Nowosybirsk           | L       |        |
| 23                                    |               | Roman Poroszyn       | 28.08.1995 (23)       | 196         | Biełogorje Biełgorod            | R       |        |
| 24                                    | Faza finałowa | Igor Kobzar          | 13.04.1991 (28)       | 196         | Kuzbass Kemerowo                | R       |        |
| 25                                    |               | Inał Tawasijew       | 28.03.1989 (30)       | 202         | Kuzbass Kemerowo                | Ś       |        |
| 27                                    | Faza finałowa | Walentin Gołubiew    | 03.05.1992 (27)       | 186         | Biełogorje Biełgorod            | L       |        |
| 28                                    |               | Kiriłł Klec          | 15.03.1998 (21)       | 202         | Hypo Tirol Alpenvolleys Haching | A       | [ af ] |
| 29                                    |               | Kiriłł Ursow         | 13.02.1995 (24)       | 194         | Gazprom-Jugra Surgut            | P       |        |
| 30                                    |               | Aleksiej Samojlenko  | 23.06.1985 (33)       | 207         | Zenit Kazań                     | Ś       |        |
| W szerokiej kadrze znaleźli się także |               |                      |                       |             |                                 |         |        |
| 5                                     |               | Siergiej Grankin     | 21.01.1985 (34)       | 193         | Berlin Recycling Volleys        | R       |        |
| 13                                    |               | Dmitrij Muserski     | 29.10.1988 (30)       | 218         | Suntory Sunbirds                | Ś       |        |
| 16                                    |               | Jewgienij Andriejew  | 06.01.1995 (24)       | 180         | Gazprom-Jugra Surgut            | L       |        |
| 26                                    |               | Jewgienij Siwożelez  | 06.08.1986 (32)       | 196         | Zenit Petersburg                | P       |        |

## Serbia
Trener: Nikola Grbić
Asystent:  Tomaso Totolo
| Nr                                    | Imię i nazwisko         | Data urodzenia (wiek) | Wzrost (cm) | Klub                   | Pozycja |
| ------------------------------------- | ----------------------- | --------------------- | ----------- | ---------------------- | ------- |
| 1                                     | Aleksandar Okolić       | 26.06.1993 (25)       | 205         | PAOK                   | Ś       |
| 2                                     | Uroš Kovačević          | 06.05.1993 (26)       | 197         | Trentino Volley        | P       |
| 3                                     | Milan Katić             | 22.10.1993 (25)       | 202         | Skra Bełchatów         | P       |
| 4                                     | Nemanja Petrić          | 28.07.1987 (31)       | 205         | Biełogorje Biełgorod   | P       |
| 5                                     | Lazar Ćirović           | 26.02.1992 (27)       | 200         | Pallavolo Padwa        | P       |
| 6                                     | Nikola Peković          | 06.03.1990 (29)       | 176         | Partizan Belgrad       | L       |
| 7                                     | Petar Krsmanović        | 01.06.1990 (28)       | 206         | Gazprom-Jugra Surgut   | Ś       |
| 8                                     | Marko Ivović            | 22.12.1990 (28)       | 194         | Lokomotiw Nowosybirsk  | P       |
| 9                                     | Nikola Jovović          | 13.02.1992 (27)       | 197         | Ziraat Bankası         | R       |
| 10                                    | Miran Kujundžić         | 19.06.1997 (21)       | 196         | Vojvodina Nowy Sad     | P       |
| 11                                    | Aleksa Batak            | 18.01.2000 (19)       | 195         | Mladi Radnik Požarevac | R       |
| 12                                    | Dušan Petković          | 27.01.1992 (27)       | 200         | Argos Volley Sora      | A       |
| 13                                    | Stevan Simić            | 21.03.1996 (23)       | 201         | Vojvodina Nowy Sad     | Ś       |
| 14                                    | Aleksandar Atanasijević | 04.09.1991 (27)       | 200         | Sir Safety Perugia     | A       |
| 15                                    | Nemanja Mašulović       | 05.10.1995 (23)       | 205         | Crvena zvezda Belgrad  | Ś       |
| 16                                    | Dražen Luburić          | 02.11.1993 (25)       | 202         | Halkbank               | A       |
| 17                                    | Neven Majstorović       | 17.03.1989 (30)       | 192         | SCMU Craiova           | L       |
| 19                                    | Stefan Negić            | 17.01.2000 (19)       | 180         | Vojvodina Nowy Sad     | L       |
| 20                                    | Srećko Lisinac          | 17.05.1992 (27)       | 205         | Trentino Volley        | Ś       |
| 21                                    | Vuk Todorović           | 23.04.1998 (21)       | 190         | Vojvodina Nowy Sad     | R       |
| 22                                    | Andrija Vilimanović     | 14.11.1995 (23)       | 195         | ACH Volley Lublana     | R       |
| 23                                    | Božidar Vučićević       | 09.12.1998 (20)       | 205         | Vojvodina Nowy Sad     | A       |
| 24                                    | David Mehić             | 24.09.1997 (21)       | 196         | Vojvodina Nowy Sad     | P       |
| 27                                    | Stefan Kovačević        | 22.02.1995 (24)       | 205         | Vojvodina Nowy Sad     | Ś       |
| 28                                    | Danilo Pavlović         | 23.04.1997 (22)       | 196         | Crvena zvezda Belgrad  | P       |
| W szerokiej kadrze znaleźli się także |                         |                       |             |                        |         |
| 18                                    | Marko Podraščanin       | 29.08.1987 (31)       | 204         | Sir Safety Perugia     | Ś       |
| 25                                    | Luka Tadić              | 10.10.2000 (18)       | 204         | Crvena zvezda Belgrad  | P       |
| 26                                    | Pavle Perić             | 07.08.1998 (20)       | 207         | Vojvodina Nowy Sad     | P       |
| 29                                    | Lazar Dodić             | 03.01.1995 (24)       | 200         | Crvena zvezda Belgrad  | A       |
| 30                                    | Đorđe Ilić              | 23.09.1994 (24)       | 208         | Spartak Subotica       | Ś       |

## Stany Zjednoczone
Trener: John Speraw
Asystent: Robert Neilson
| Nr                                    |               | Imię i nazwisko    | Data urodzenia (wiek) | Wzrost (cm) | Klub                        | Pozycja |        |
| ------------------------------------- | ------------- | ------------------ | --------------------- | ----------- | --------------------------- | ------- | ------ |
| 1                                     | Faza finałowa | Matthew Anderson   | 18.04.1987 (32)       | 202         | Zenit Kazań                 | A       |        |
| 2                                     | Faza finałowa | Aaron Russell      | 04.06.1993 (25)       | 205         | Trentino Volley             | P       | [ ag ] |
| 3                                     | Faza finałowa | Taylor Sander      | 17.03.1992 (27)       | 196         | Sada Cruzeiro               | P       |        |
| 4                                     | Faza finałowa | Jeffrey Jendryk    | 15.09.1995 (23)       | 208         | Berlin Recycling Volleys    | Ś       |        |
| 5                                     |               | Kyle Ensing        | 06.03.1997 (22)       | 201         | Long Beach State University | A       |        |
| 6                                     |               | Mitchell Stahl     | 31.08.1994 (24)       | 203         | Tours VB                    | Ś       |        |
| 7                                     | Faza finałowa | Kawika Shoji       | 11.11.1987 (31)       | 190         | Resovia                     | R       |        |
| 8                                     |               | Torey Defalco      | 10.04.1997 (22)       | 198         | Long Beach State University | P       |        |
| 9                                     |               | Jake Langlois      | 14.05.1992 (27)       | 208         | MKS Będzin                  | P       |        |
| 10                                    |               | Daniel McDonnell   | 15.09.1988 (30)       | 200         | Tourcoing LM                | Ś       |        |
| 11                                    | Faza finałowa | Micah Christenson  | 08.05.1993 (26)       | 198         | Modena Volley               | R       |        |
| 12                                    | Faza finałowa | Maxwell Holt       | 12.03.1987 (32)       | 205         | Modena Volley               | Ś       |        |
| 13                                    | Faza finałowa | Benjamin Patch     | 21.06.1994 (24)       | 203         | Berlin Recycling Volleys    | A       |        |
| 14                                    | Faza finałowa | Micah Ma'a         | 16.04.1997 (22)       | 192         | UCLA                        | R/P     | [ ah ] |
| 16                                    |               | Joshua Tuaniga     | 18.03.1997 (22)       | 191         | Long Beach State University | R       |        |
| 17                                    | Faza finałowa | Thomas Jaeschke    | 04.09.1993 (25)       | 200         | Blu Volley Werona           | P       |        |
| 18                                    | Faza finałowa | Garrett Muagututia | 26.02.1988 (31)       | 205         | PAOK                        | P       |        |
| 19                                    |               | Taylor Averill     | 05.03.1992 (27)       | 201         | Chaumont VB 52 Haute-Marne  | Ś       |        |
| 20                                    | Faza finałowa | David Smith        | 15.05.1985 (34)       | 201         | Resovia                     | Ś       |        |
| 21                                    |               | Dustin Watten      | 27.10.1986 (32)       | 183         | Berlin Recycling Volleys    | L       |        |
| 22                                    | Faza finałowa | Erik Shoji         | 24.08.1989 (29)       | 184         | Fakieł Nowy Urengoj         | L       |        |
| 23                                    |               | Larry Tuileta      | 24.09.1995 (23)       | 184         | bez klubu                   | L       |        |
| 24                                    |               | Kyle Dagostino     | 18.05.1995 (24)       | 175         | Stanford University         | L       |        |
| 25                                    |               | Kyle Russell       | 25.08.1993 (25)       | 206         | Berlin Recycling Volleys    | A       |        |
| 26                                    |               | Michael Saeta      | 19.04.1994 (25)       | 197         | Chaumont VB 52 Haute-Marne  | R       |        |
| 29                                    |               | Price Jarman       | 21.11.1992 (26)       | 204         | Vôlei Itapetininga          | Ś       |        |
| 30                                    | Faza finałowa | George Huhmann     | 17.10.1997 (21)       | 212         | Princeton University        | Ś       | [ ai ] |
| W szerokiej kadrze znaleźli się także |               |                    |                       |             |                             |         |        |
| 15                                    |               | Brenden Sander     | 22.12.1995 (23)       | 193         | A.S. Volley Lube            | P       |        |
| 27                                    |               | Kupono Fey         | 21.01.1995 (24)       | 196         | Argos Volley Sora           | P       |        |
| 28                                    |               | Carson Clark       | 20.01.1989 (30)       | 200         | Black Hawks Hyderabad       | A       |        |

## Włochy
Trener: Gianlorenzo Blengini
Asystent: Antonio Valentini
| Nr                                    | Imię i nazwisko   | Data urodzenia (wiek) | Wzrost (cm) | Klub                        | Pozycja |
| ------------------------------------- | ----------------- | --------------------- | ----------- | --------------------------- | ------- |
| 1                                     | Davide Candellaro | 07.06.1989 (29)       | 200         | Trentino Volley             | Ś       |
| 2                                     | Riccardo Sbertoli | 23.05.1998 (21)       | 188         | Power Volley Milano         | R       |
| 3                                     | Luca Spirito      | 30.10.1993 (25)       | 199         | Blu Volley Werona           | R       |
| 4                                     | Davide Gardini    | 11.02.1999 (20)       | 203         | Brigham Young University    | P       |
| 5                                     | Fabrizio Gironi   | 18.03.2000 (19)       | 200         | Power Volley Milano         | P       |
| 6                                     | Simone Giannelli  | 09.08.1996 (22)       | 199         | Trentino Volley             | R       |
| 7                                     | Giacomo Raffaelli | 07.02.1995 (24)       | 198         | Robur Rawenna               | P       |
| 8                                     | Daniele Mazzone   | 04.06.1992 (26)       | 209         | Modena Volley               | Ś       |
| 11                                    | Fabio Balaso      | 20.10.1995 (23)       | 178         | A.S. Volley Lube            | L       |
| 12                                    | Fabio Ricci       | 11.07.1994 (24)       | 205         | Sir Safety Perugia          | Ś       |
| 13                                    | Federico Bonami   | 29.09.1993 (25)       | 183         | Argos Volley Sora           | L       |
| 14                                    | Matteo Piano      | 24.10.1990 (28)       | 209         | Power Volley Milano         | Ś       |
| 15                                    | Roberto Russo     | 23.02.1997 (22)       | 205         | Robur Rawenna               | Ś       |
| 16                                    | Oleg Antonov      | 28.07.1988 (30)       | 198         | Galatasaray                 | P       |
| 17                                    | Simone Anzani     | 24.02.1992 (27)       | 204         | Modena Volley               | Ś       |
| 18                                    | Nicola Pesaresi   | 11.02.1991 (28)       | 190         | Power Volley Milano         | L       |
| 19                                    | Daniele Lavia     | 04.11.1999 (19)       | 198         | Robur Rawenna               | P       |
| 20                                    | Gabriele Nelli    | 04.12.1993 (25)       | 210         | Trentino Volley             | A       |
| 21                                    | Alberto Polo      | 07.09.1995 (23)       | 201         | Pallavolo Padwa             | Ś       |
| 22                                    | Oreste Cavuto     | 05.12.1996 (22)       | 196         | Trentino Volley             | P       |
| 23                                    | Andrea Argenta    | 01.06.1996 (22)       | 205         | Robur Rawenna               | A       |
| 24                                    | Giulio Pinali     | 02.04.1997 (22)       | 199         | Modena Volley               | A       |
| 25                                    | Diego Cantagalli  | 13.02.1999 (20)       | 201         | A.S. Volley Lube            | A       |
| 27                                    | Marco Pierotti    | 19.06.1996 (22)       | 195         | Modena Volley               | P       |
| 28                                    | Francesco Recine  | 07.02.1999 (20)       | 186         | Club Italia                 | P       |
| W szerokiej kadrze znaleźli się także |                   |                       |             |                             |         |
| 9                                     | Yuri Romanò       | 26.07.1997 (21)       | 203         | Olimpia Pallavolo           | A       |
| 10                                    | Filippo Federici  | 26.12.2000 (18)       | 182         | Club Italia                 | L       |
| 26                                    | Sebastiano Milan  | 06.04.1995 (24)       | 203         | Atlantide Pallavolo Brescia | P       |
| 29                                    | Edoardo Caneschi  | 26.01.1997 (22)       | 205         | Argos Volley Sora           | Ś       |
| 30                                    | Nicola Salsi      | 13.09.1997 (21)       | 186         | Club Italia                 | R       |